# Leichtathletik-U23-Südamerikameisterschaften
Die Leichtathletik-U23-Südamerikameisterschaften sind Leichtathletikwettkämpfe, die vom südamerikanischen Kontinentalverband Confederación Sudamericana de Atletismo (CONSUDATLE) im Zwei-Jahres-Rhythmus veranstaltet werden. Die ersten Meisterschaften fanden im Jahr 2004 im venezolanischen Barquisimeto statt, womit Südamerika der zweite Kontinent nach Europa ist, der Leichtathletikbewerbe im U23-Bereich abhält. Die Austragungen 2006 und 2010 fanden im Zuge der jeweiligen Südamerikaspiele statt. Die mit Abstand erfolgreichste Nation ist Brasilien, gefolgt von Kolumbien und Argentinien.

## Veranstaltungen
| Nr. | Jahr | Stadt        | Datum                        | Stadion                                | Wettbewerbe | Athleten | Nationen              |
| --- | ---- | ------------ | ---------------------------- | -------------------------------------- | ----------- | -------- | --------------------- |
| 01. | 2004 | Barquisimeto | 26. bis 27. Juni             | Polideportivo Máximo Viloria           | 44          | 313      | 13 (+ 3 Gastnationen) |
| 02. | 2006 | Buenos Aires | 10. bis 12. November         | CeNARD                                 | 44          | 410      | 11                    |
| 03. | 2008 | Lima         | 6. bis 7. September          | Villa Deportiva Nacional (VIDENA)      | 44          | 230      | 11                    |
| 04. | 2010 | Medellín     | 20. bis 23. März             | Estadio Atanasio Girardot              | 44          |          | 13 (+ 1 Gastnation)   |
| 05. | 2012 | São Paulo    | 22. bis 23. September        | Estádio Ícaro de Castro Melo           | 44          | 240      | 12                    |
| 06. | 2014 | Montevideo   | 3. bis 5. Oktober            | Pista Darwin Piñeyrúa                  | 29          | 310      | 12                    |
| 07. | 2016 | Lima         | 23. bis 25. September        | Villa Deportiva Nacional (VIDENA)      | 44          | 237      | 10                    |
| 08. | 2018 | Cuenca       | 9. bis 12. Oktober           | Pista de Atletismo Jefferson Pérez     | 44          | 233      | 11                    |
| 09. | 2021 | Guayaquil    | 16. bis 17. Oktober          | Estadio Modelo Alberto Spencer Herrera | 45          |          |                       |
| 10. | 2022 | Cascavel     | 30. September bis 2. Oktober |                                        | 45          |          |                       |
| 11. | 2024 | Bucaramanga  | 27. bis 29. September        | Estadio de Atletismo La Flora          | 45          |          |                       |

## Meisterschaftsrekorde

### Männer
| Disziplin          | Rekord               | Athlet                                                           | Datum                | Ort          |
| ------------------ | -------------------- | ---------------------------------------------------------------- | -------------------- | ------------ |
| 100 m              | 10,08 s A (+0,5 m/s) | Erik Cardoso                                                     | 29. September 2022   | Cascavel     |
| 200 m              | 20,15 s (+1,1 m/s)   | Renan Gallina                                                    | 1. Oktober 2022      | Cascavel     |
| 400 m              | 45,19 s A            | Anthony Zambrano                                                 | 29. September 2018   | Cuenca       |
| 800 m              | 1:47,20 min          | Rafith Rodríguez                                                 | 21. März 2010        | Medellín     |
| 1500 m             | 3:43,55 min          | Leonardo Santos                                                  | 27. September 2024   | Bucaramanga  |
| 5000 m             | 13:57,58 min         | Matías Silva                                                     | 3. Oktober 2014      | Montevideo   |
| 10.000 m           | 29:52,06 min         | Sérgio Celestino da Silva                                        | 12. November 2006    | Buenos Aires |
| 110 m Hürden       | 13,74 s (+0,8 m/s)   | Adrian Vieira                                                    | 1. Oktober 2022      | Cascavel     |
| 400 m Hürden       | 49,13 s              | Matheus Lima                                                     | 28. September 2024   | Bucaramanga  |
| 3000 m Hindernis   | 8:49,67 min          | Mario Bazán                                                      | 12. November 2006    | Buenos Aires |
| 4 × 100 m Staffel  | 39,42 s              | Eliezer de Almeida Paulo Roberto Basílio de Moraes Bruno Pacheco | 26. Juni 2004        | Barquisimeto |
| 4 × 400 m Staffel  | 3:04,39 min          | Pedro Emmert Bruno De Genaro Matías Falchetti Elián Larregina    | 1. Oktober 2022      | Cascavel     |
| 20.000 m Bahngehen | 1:23:22,7 h          | Manuel Esteban Soto                                              | 4. Oktober 2014      | Montevideo   |
| Hochsprung         | 2,24 m               | Fernando Ferreira                                                | 5. Oktober 2014      | Montevideo   |
| Stabhochsprung     | 5,65 m               | Germán Chiaraviglio                                              | 12. November 2006    | Buenos Aires |
| Weitsprung         | 8,09 m (+1,8 m/s)    | Jorge McFarlane                                                  | 21. März 2010        | Medellín     |
| Dreisprung         | 16,68 m (+1,8 m/s)   | Hugo Chila                                                       | 6. September 2008    | Lima         |
| Kugelstoßen        | 19,93 m              | Darlan Romani                                                    | 23. September 2012   | São Paulo    |
| Diskuswurf         | 60,87 m              | Lucas Nervi                                                      | 17. Oktober 2021     | Guayaquil    |
| Hammerwurf         | 76,87 A              | Humberto Mansilla                                                | 29. September 2018   | Cuenca       |
| Speerwurf          | 78,92 m              | Luiz Mauricio da Silva                                           | 1. Oktober 2022      | Cascavel     |
| Zehnkampf          | 7435 Punkte          | Danilo Xavier                                                    | 6./7. September 2008 | Lima         |

### Frauen
| Disziplin          | Rekord               | Athletin                                                      | Datum                  | Ort          |
| ------------------ | -------------------- | ------------------------------------------------------------- | ---------------------- | ------------ |
| 100 m              | 11,09 s A (+1,0 m/s) | Ángela Tenorio                                                | 29. September 2018     | Cuenca       |
| 200 m              | 22,81 s (−0,1 m/s)   | Anahí Suárez                                                  | 30. September 2022     | Cascavel     |
| 400 m              | 52,53 s              | Déborah Rodríguez                                             | 3. Oktober 2014        | Montevideo   |
| 800 m              | 2:05,85 min          | Madelene Rondón                                               | 7. September 2008      | Lima         |
| 1500 m             | 4:21,05 min          | Flávia de Lima                                                | 5. Oktober 2014        | Montevideo   |
| 5000 m             | 16:30,61 min         | Benita Parra                                                  | 29. September 2024     | Bucaramanga  |
| 10.000 m           | 35:16,63 min         | Jessica Paguay                                                | 23. September 2016     | Lima         |
| 100 m Hürden       | 13,31 s A (−0,4 m/s) | Micaela de Mello                                              | 29. September 2018     | Cuenca       |
| 400 m Hürden       | 56,25 s A            | Fiorella Chiappe                                              | 30. September 2018     | Cuenca       |
| 3000 m Hindernis   | 10:05,30 min         | Belén Casetta                                                 | 24. September 2016     | Lima         |
| 4 × 100 m Staffel  | 44,18 s A            | Katherine Chillambo Ángela Tenorio Marina Poroso Anahí Suárez | 30. September 2018     | Cuenca       |
| 4 × 400 m Staffel  | 3:35,50 min A        | Lina Licona Johana Arrieta Damaris Palomeque Eliana Chávez    | 30. September 2018     | Cuenca       |
| 20.000 m Bahngehen | 1:32:01,67 h         | Glenda Morejón                                                | 17. Oktober 2021       | Guayaquil    |
| Hochsprung         | 1,91 m A             | Caterine Ibargüen                                             | 27. Juni 2004          | Barquisimeto |
| Stabhochsprung     | 4,40 m A             | Juliana Campos                                                | 29. September 2018     | Cuenca       |
| Weitsprung         | 6,42 m A (+1,6 m/s)  | Aries Sánchez                                                 | 30. September 2018     | Cuenca       |
| Dreisprung         | 13,73 m (+1,2 m/s)   | Regiclécia Cândido                                            | 29. September 2024     | Bucaramanga  |
| Kugelstoßen        | 18,43 m              | Geisa Arcanjo                                                 | 23. September 2012     | São Paulo    |
| Diskuswurf         | 58,70 m              | Izabela da Silva                                              | 3. Oktober 2014        | Montevideo   |
| Hammerwurf         | 66,48 m              | Jennifer Dahlgren                                             | 10. November 2006      | Argentinien  |
| Speerwurf          | 58,83 m              | Juleisy Ángulo                                                | 1. Oktober 2022        | Cascavel     |
| Siebenkampf        | 5899 Punkte          | Vanessa Spínola                                               | 22./23. September 2012 | São Paulo    |

### Mixed
| Disziplin         | Rekord      | AthletInnen                                             | Datum              | Ort         |
| ----------------- | ----------- | ------------------------------------------------------- | ------------------ | ----------- |
| 4 × 400 m Staffel | 3:23,28 min | Raúl Palacios Paola Loboa Daniel Santiago Nahomy Castro | 27. September 2024 | Bucaramanga |

## Ewiger Medaillenspiegel
Insgesamt wurden bei Leichtathletik-U23-Südamerikameisterschaften 442 Gold-, 442 Silber- und 436 Bronzemedaillen von Athleten aus 12 Ländern der CONSUDATLE gewonnen. Einzig Suriname konnte noch keine Medaille für sich entscheiden. Die nachfolgende Tabelle enthält alle Nationen in lexikographischer Ordnung (Stand: nach den Leichtathletik-U23-Südamerikameisterschaften 2024).
| Platz | Land        | Gold | Silber | Bronze | Total |
| ----- | ----------- | ---- | ------ | ------ | ----- |
| 01    | Brasilien   | 203  | 174    | 132    | 509   |
| 02    | Kolumbien   | 91   | 87     | 59     | 237   |
| 03    | Argentinien | 42   | 34     | 54     | 150   |
| 04    | Ecuador     | 41   | 37     | 53     | 131   |
| 05    | Chile       | 34   | 45     | 68     | 147   |
| 06    | Venezuela   | 31   | 44     | 35     | 110   |
| 07    | Peru        | 30   | 38     | 41     | 109   |
| 08    | Uruguay     | 13   | 7      | 9      | 29    |
| 09    | Paraguay    | 5    | 11     | 10     | 26    |
| 10    | Bolivien    | 5    | 8      | 14     | 27    |
| 11    | Panama      | 2    | 1      | 4      | 7     |
| 12    | Guyana      | 1    | 2      | 2      | 5     |